# Federico Ferrini
Federico Ferrini (Portoferraio, 25 marzo 1950) è un fisico italiano, attivo nel campo dell'astrofisica e della cosmologia.

## Biografia
Laureatosi in fisica all'Università di Pisa nel 1972, quale allievo pure della Scuola Normale Superiore, è attualmente professore associato di astrofisica all'Università di Pisa, dove ha iniziato la carriera accademica nel 1976 dopo il perfezionamento in fisica (PhD) alla Scuola Normale Superiore. Dal 2011 al 2017, è stato direttore del consorzio EGO (Osservatorio gravitazionale europeo), fondato dall'INFN in collaborazione con il CNRS francese, con sede a Cascina, in provincia di Pisa, che ospita, tra l'altro, l'interferometro VIRGO, il quale ha fornito un contributo determinante alla rivelazione delle onde gravitazionali.
Membro dell'IAU, addetto scientifico presso la Missione permanente d'Italia a Ginevra, nonché past president del consiglio di amministrazione e del comitato per gli investimenti del Cern Pension Fund, nel 2018 è stato nominato direttore del Cherenkov Telescope Array Observatory (CTAO), centro di ricerca con sede legale presso la sezione bolognese dell'INAF, a capo del progetto per la realizzazione del più grande telescopio al mondo per la rivelazione di raggi gamma, e di primario interesse per la ricerca astrofisica europea, progetto che, oltre quelli italiani, raggruppa numerosi altri centri di ricerca internazionali.
Autore e coautore di oltre 250 articoli e saggi scientifici, commendatore della Repubblica Italiana nel 2018, ha ricevuto, alcuni assieme ad altri scienziati italiani e stranieri, numerosi riconoscimenti e premi internazionali in ambito scientifico.

## Alcune opere
- Chemical and Dynamical Evolution of Galaxies (Edited with J. Franco and F. Matteucci), ETS, Pisa, 1990.
- Star Formation, Galaxies and the Interstellar Medium (Edited with J. Franco and G. Tenorio-Tagle), Cambridge University Press, Cambridge (UK), 1993. ISBN 978-05-21-44412-5
- Le onde gravitazionali. Una nuova porta sul cosmo, Società editrice il Mulino, Bologna, 2018. ISBN 978-88-15-27532-5